# Aéroport de Fiodorovka
 (février 2024).
Si vous disposez d'ouvrages ou d'articles de référence ou si vous connaissez des sites web de qualité traitant du thème abordé ici, merci de compléter l'article en donnant les références utiles à sa vérifiabilité et en les liant à la section « Notes et références ».
 (janvier 2023).
Le contenu est difficilement compréhensible vu les erreurs de traduction, qui sont peut-être dues à l'utilisation d'un logiciel de traduction automatique.
L'aéroport de Fiodorovka (en russe : аэропорт Омск-Фёдоровка) est un aéroport abandonné situé dans la partie nord-ouest d'Omsk, en Russie. L’inauguration de l’aéroport était prévue pour 2016, en tant que souvenir du jubilé de 300 ans de la ville d’Omsk.

## Histoire
En 1979, le Conseil des ministres de l'URSS décide de construire un nouvel aéroport à Omsk,.
Déjà en 1992, un journaliste de «Your Halo» qualifie Fiodorovka de «souffrance prolongée». Au cours de l'été de cette année, une délégation de la société américaine Yu-Ai chargée de la construction et de la maintenance des aéroports se rendue dans la ville.
Les tentatives de construction d'un nouvel aéroport reprennent en 1996, 2001, 2005 et 2008 dans l'espoir d'un financement fédéral. En 2001, la construction reprend avec la création de l’aéroport Omsk-Fiodorovka d’Omsk.
Le gouverneur de la région d’Omsk, Leonid Polezhaev, déclare : «le 7 novembre 2008, nous prendrons un vol à partir de Fiodorovka». Toutefois, en raison de la crise, la société par actions de l’aéroport d’Omsk est retirée de la liste des entreprises stratégiques par un décret présidentiel du 15 juillet 2008 et le financement est arrêté.
Selon Sergey Kruglov, ancien PDG de l’aéroport d’Omsk, les véritables raisons de la construction de l’aéroport de Fiodorovka sont dans l’intérêt des autorités régionales : obligations reportées vis-à-vis de l’activité (construction de grands immeubles empêchant une exploitation sûre de l’aéroport d’Omsk-Tsentralny) aéroport, qui dépasse 90 milliards de roubles.
L'accord d'investissement entre le gouvernement de la région d'Omsk, Rosaviation et l'investisseur relatif à l'achèvement de la construction de l'aéroport de Fiodorovka est consacré aux deux tiers à la division du terrain de l'aéroport existant. En outre, après avoir reçu la propriété de la fédération de Russie, le gouvernement régional cède immédiatement l'aéroport existant et Fiodorovka à une certaine société par actions, où il reste 30 % du capital autorisé et 70 %, qui promet à l'investisseur de construire un aéroport moyennant 5,3 milliards de roubles, «Omsk-Central». L'étude de faisabilité du projet manque, il n'y a même pas de tâche technique, puisqu'il est impossible de justifier la construction de l'aéroport en temps de crise. Le coût réel de la construction ne représente pas 5,3 milliards de roubles, mais au moins 30 à 35 milliards de roubles. De plus, l'accord d'investissement ne précise pas comment l'aéroport construit fonctionnera. Toutefois, un investisseur en cas de force majeure est autorisé à ne pas remplir ses obligations de construction (force majeure pouvant être la crise économique mondiale). Le gouvernement régional n'a pas pu expliquer pourquoi la construction d'un nouvel aéroport était si urgente pendant la crise.
Selon Sergey Kruglov, la construction de Fiodorovka est possible pendant la compétition, tout au moins en Russie, à la condition non seulement de construire et de livrer un nouvel aéroport clé en main doté de toutes les infrastructures, mais également d'assurer son rentabilité avec un minimum de rentabilité de 10% avant que l'entreprise ne passe aux indépendants, casser même le travail. Le coût total s'élèverait à 45 milliards de roubles, dont 10 sur 18 ans, ce qui est bénéfique à la fois pour l'investisseur (compte tenu du coût des terrains de l'aéroport d'Omsk-Tsentralny qu'il recevra) et pour le budget régional.
En janvier 2010, le gouvernement de la région d'Omsk annonce un concours ouvert visant à élaborer un plan d'entreprise pour la construction, le coût maximal du concours étant de 60,4 millions de roubles. En mars, le consortium allemand constitué des sociétés Hochtief Aktiengesellschaft, Cushman & Wakefield et Rufaudit-Omsk Bureau LLC devient le lauréat du concours. En juillet 2010, l’élaboration de la première étape du plan commercial de l’aéroport est achevée. La stratégie de développement présentée pour l'aéroport d'Omsk-Fiodorovka comprend deux étapes : la construction et la mise en service de l'aéroport lui-même (la capacité devrait atteindre plus d'un million de personnes par an vers 2025), puis l'augmentation du trafic des passagers à 1,5 million. Omsk-Fiodorovka ”nécessitera environ 150 millions de dollars. La variante de partenariat public-privé est considérée comme le principal mécanisme financier.
Le 18 novembre 2010, le gouvernement de la région d'Omsk décide que le coût estimatif du projet ne serait pas de 150 millions de dollars, comme auparavant, mais de 163 à 215 millions de dollars.
Le 31 août 2011, la création d’Omsk-Fiodorovka OJSC en tant que client pour la construction de l’aéroport et la démolition de certains objets se trouvant sur le terrain de l’aéroport en raison de la nouvelle conception et de la construction sont annoncées. Selon les représentants des autorités régionales, 51% des actions de la nouvelle société par actions appartiendront à l'investisseur, 49% à la région d'Omsk. Jusque-là, la seule partie intéressée n'était que l'ONG Omsk Mostovik, mais il est prévu à l'avenir d'attirer d'autres investisseurs. La prochaine date d'achèvement de la construction de l'un des principaux projets de construction à long terme d'Omsk est fixée à fin 2015.
Le 13 octobre 2011, Andrei Sterlyagov, responsable du département des affaires juridiques et juridiques de l'ONG Mostovik, est élu président du conseil d'administration de l'aéroport d'Omsk Fiodorovka, JSC. Viktor Belov, premier vice-ministre de la Politique industrielle, des Transports et des Communications, Mikhaïl Fedyayev, directeur général adjoint de NPO Mostovik, et Natalia Kravchenko, un autre représentant de Mostovik, figuraient également au conseil d'administration.
Le gouverneur de la région d'Omsk, Leonid Polezhaev, promet alors que la construction de l'aéroport commencerait en janvier 2012, mais les travaux n'ont toujours pas commencé au mois d'avril. La démolition des anciens bâtiments de l'aéroport n'a pas encore commencé et aucune somme n'a été allouée pour cela. Cela est dû au fait que tout travail a été suspendu par une décision de justice. Le bureau du service fédéral antimonopole de la région d'Omsk a invalidé les résultats du concours pour la démolition des anciennes infrastructures de Fiodorovka, remporté par le NPO Mostovik, qui avait proposé de procéder à la démolition pour 35 millions de roubles. De manière officieuse, le bureau du procureur des transports de Sibérie occidentale explique que le coût de ces travaux peut être beaucoup moins élevé. La concurrence doit être renouvelée sous forme d'enchère. Le client de la «Direction de la construction de l’aéroport d’Omsk-Fiodorovka» a tenté de faire appel de la décision du bureau du procureur devant le tribunal arbitral, mais celui-ci l’a jugé légitime. Pour l'entrée en vigueur de cette décision, l'appel examinera la plainte de la Direction à la mi-mai.
En mai 2013, le gouvernement de la région d'Omsk continue de rechercher un investisseur, en supposant que l'aéroport serait construit aux dépens des activités commerciales. L’opérateur de construction est l’aéroport OJSC d’Omsk, dont les fondateurs sont le gouvernement de la région d’Omsk et le NPO Mostovik. Les compagnies aériennes françaises ADP Ingenierie, MHB SAS, ainsi que la compagnie aérienne russe Aeroflot expriment leur intérêt à investir dans la construction de l'aéroport. Toutefois, en février 2014, aucun changement significatif n'est encore intervenu dans le sort des travaux de construction prolongés, et l'Interstate Development Corporation a proposé de racheter des actions de l'aéroport d'Omsk Fiodorovka, notant qu'elle s'intéressait au développement de l'aéroport.

### Projets et état actuel
En août 2017, les médias annoncent que le groupe Novaport de Roman Trotsenko a annoncé qu'il était prêt à investir 11 milliards de roubles dans le nouvel aéroport d'Omsk et à le construire dans quatre ans. Cependant, un représentant de l'exploitation a ultérieurement nié ces informations.
Le 27 septembre 2017, le gouverneur de la région d'Omsk, Viktor Nazarov, s'entretient à Moscou avec un investisseur potentiel, la société de gestion des Aéroports des régions, membre du groupe de sociétés Viktor Vekselberg, Renova. Le fait de négocier avec le gouvernement de la région d’Omsk est confirmé dans les Aéroports des régions : « Nous sommes intéressés à participer au projet de développement de l'aéroport de la ville d'Omsk et explorons cette possibilité. Nous discutons notamment des perspectives de ce projet avec les dirigeants de la région d’Omsk », déclare Evgeny Krasikov, directeur des communications stratégiques de la société de gestion d’Aéroports des régions Royaume-Uni.